# Museu Nacional de Ciência e Meios de Comunicação
O National Science and Media Museum (antes chamado National Museum of Photography, Film and Television (1983-2006) e National Media Museum (2006-2017)) é um museu localizado na cidade de Bradford, West Yorkshire, Inglaterra, e parte do Science Museum Group. Possui sete andares com exibições permanentes abordando temas como fotografia, televisão, animação, jogos em vídeo, a internet e os princípios científicos sobre luz e cor. Possui ainda algumas exibições temporárias das mais de 3 milhões de peças em seu arquivo. O museu conta com três salas de cinema, inclusive em IMAX, e abriga dois festivais de cinema todos os anos, entre eles o Festival Internacional de Cinema de Bradford. Em setembro de 2011 foi eleito pelo público a melhor atração em local coberto de Yorkshire, sendo hoje um dos museus mais visitados do norte da Inglaterra.

## História
O prédio do Museu está onde seria construído um teatro no centro de Bradford, cujas obras começaram na década de 1960 mas nunca terminaram.  O Museu surgiu então como resultado das discussões entre Margaret Weston, do Science Museum de Londres, e os vereadores. O "National Museum of Photography, Film and Television", como foi então chamado, foi aberto para visitação em 16 de junho de 1983. Foi lançado com a maior tela de cinema da Inglaterra, tecnologia IMAX, e cinco andares com seis canais de som, no mesmo dia. Durante este período, se especializou na arte e ciência das imagens desde Colin Ford, seu primeiro diretor, acreditando que entender como as imagens são feitas leva a uma melhor apreciação das idéias expressas e nas intenções e habilidades dos criadores. Para marcar os 50 anos do primeiro serviço de televisão pública da Inglaterra, duas galerias de tv's interativas foram desenvolvidas em 1986. Elas permitiam aos visitantes operar câmeras em um estúdio com programação de luz e som, lessem noticias em um teleprompter e descobrissem como funciona o chroma key. Estas exibições duraram até 2006, quando o Museu foi renomeado.
Em 1989, para celebrar os 150 anos da fotografia, foi lançada a Galeria Kodak, uma exibição sobre a história da fotografia desde sua criação. Este foi seguido pela instalação de um estúdio padrão de televisão, o primeiro usando TV-am para transmissões externas e depois para Nickelodeon. Estes foram os primeiros estúdios para transmissão ao vivo em um museu. Hoje o equipamento é utilizado para pesquisa de estudantes da escola de tecnologia da Universidade de Bradford, com quem o Museu possui uma parceria para cursos de pós-graduação em mídia e televisão. Em 1994, a galeria TV Heaven foi inaugurada, tornando acessível a coleção de programas de televisão do Museu, a maioria dos quais não são encontrados em outro lugar.
Enquanto continuavam exibições em um local temporário do outro lado da cidade, o prédio do Museu foi fechado para reforma por 19 meses, a partir de 31 de agosto de 1997, sendo gastos 16 milhões de libras para torná-lo 25% maior. O cinema IMAX foi melhorado para exibições de filmes em 3D. O novo Museu foi aberto em 16 de junho de 1999 pelo ator Pierce Brosnan.
Em 1 de dezembro de 2006, o Museu foi renomeado como  National Media Museum; ao mesmo tempo eram abertas duas novas galerias interativas de £3 milhões: Experience TV e TV Heaven, dedicadas ao presente, passado e futuro da televisão. Ambas as galerias apresentavam exibições científicas como o aparato original de John Logie Baird e outras coisas efêmeras da TV como Wallace & Gromit e brinquedos das série de TV Play School.
Em 2009 o Museu firmou parceria com outros organismos do distrito de Bradford em uma bem sucedida tentativa de tornar-se a primeira “Cidade do Filme” da UNESCO no mundo.
A grande reformulação do hall de entrada foi inaugurada em fevereiro de 2010, incluindo a nova “Games Lounge”, uma nova galeria desenhada no National Videogame Archive (Arquivo Nacional do Videogame), estabelecido em 2008 em parceria com a Nottingham Trent University. Ela foi originalmente pensada para ser temporaria, mas um em cada cinco visitantes do “Games Lounge” o escolhia como sua parte favorita do Museu e, como resultado, uma versão mais permanente foi instalada em outra parte do cinema.
Em março de 2012 foi inaugurada a “Life Online”, a primeira galeria do mundo dedicada a explorar os impactos social, tecnológico e cultural da Internet. A galeria inclui igualmente uma exposição permanente no Hall de entrada e uma segunda exposição temporária no sétimo andar. A primeira exibição foi “open source: Is the internet you know under threat? (Código aberto: É a Internet que você conhece sob ameaça?), uma exploração pela natureza “open source” e as frequentes ameaças à continuação desta cultura e à neutralidade da rede.

## Edifício e Acesso

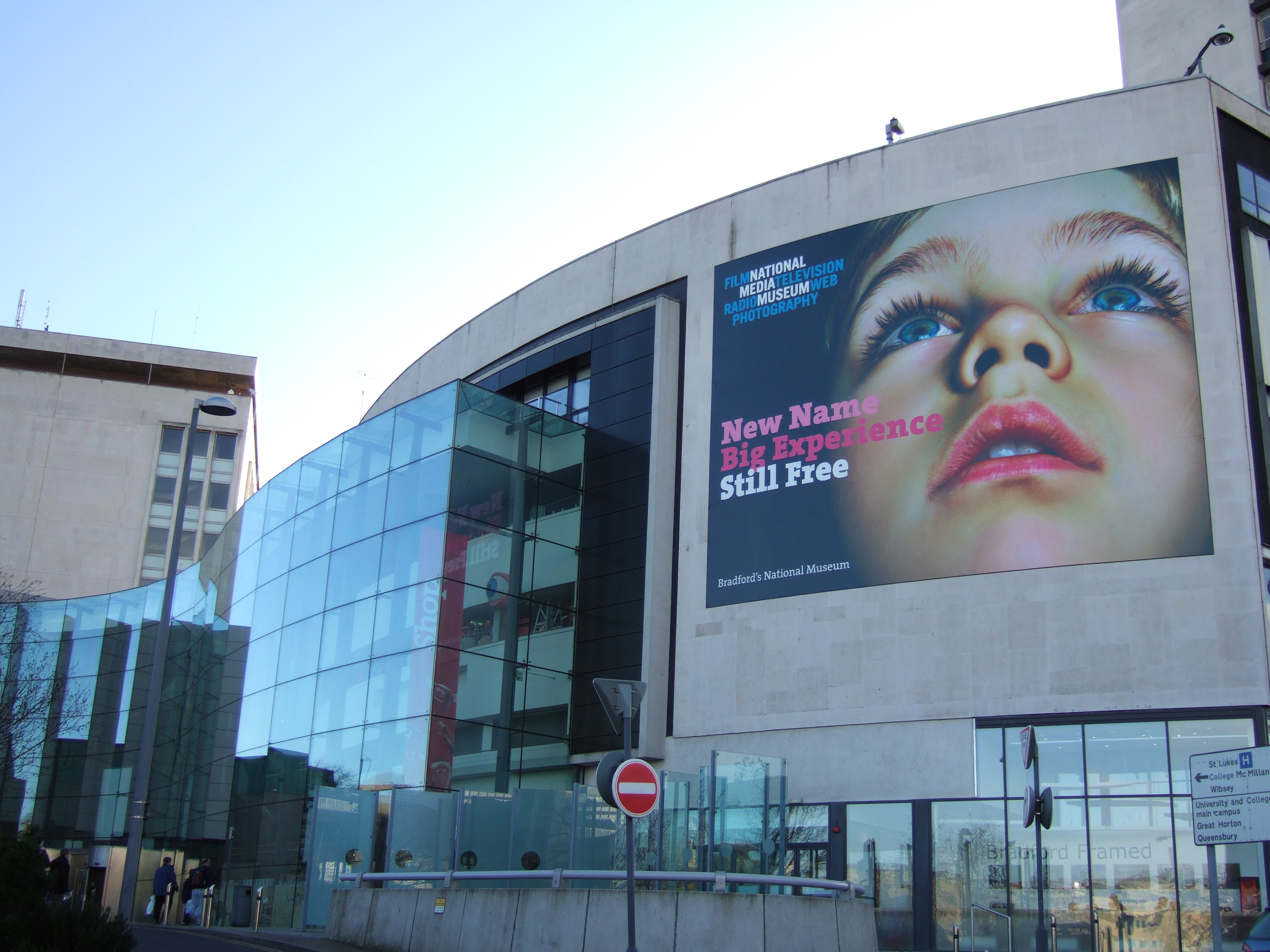
The National Museum of Photography, Film & Television

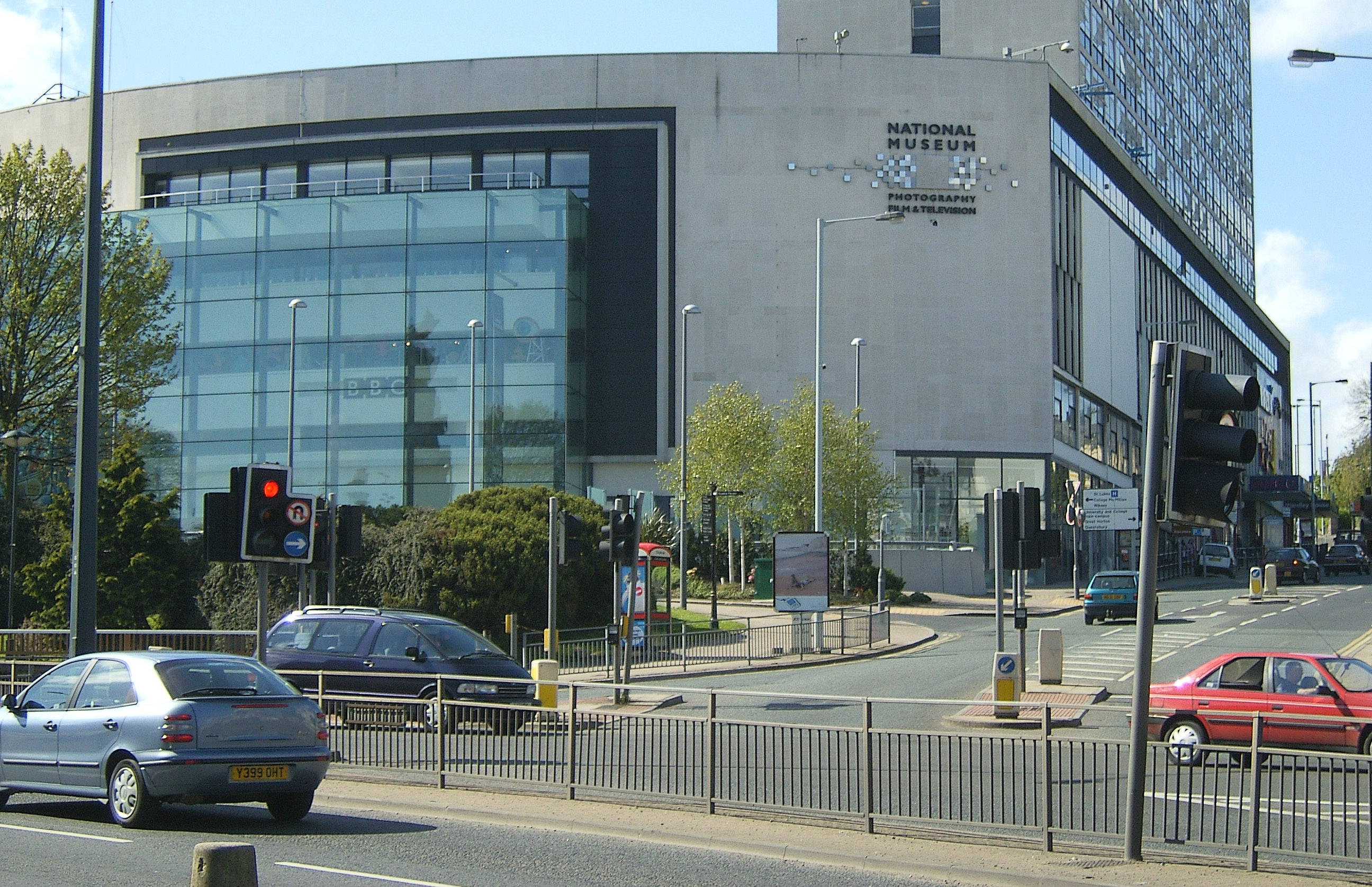
National Media Museum, Bradford

A entrada é gratuita, com exceção das sessões de cinema. O Museu permanece aberto diariamente das 10 às 18 horas. Houve uma reformulação de £16 milhões em 1998, desenvolvendo uma nova galeria de tecnologia digital, e agora abriga os escritórios da BBC em Bradford, estúdios para a rádio BBC de Leeds  e o website da BBC Bradford e West Yorkshire.
Este desenolvimento criou um novo átrio envidraçado, com um novo café e lojas.
Existem sete exibições permanentes:
- Galeria Kodak – A Galeria Kodak leva a uma jornada pela história da fotografia popular, das primeiras fotografias do mundo aos instantaneos digitais de hoje. A maior parte dos itens em exposição na galeria fazem parte da coleção própria de mais de 35 mil objetos e imagens doadas pela Kodak.

- Life Online – Life Online é a primeira galeria do mundo dedicada a explorar o impacto social, tecnologico e cultural da Internet. Traçar a história da Rede, descobrir como ela mudou a vida das pessoas e acompanhar as últimas tendências.

- Experience TV – Quem inventou a televisão e como ela surgiu no Reino Unido? O que se parecem os televisores dos anos 60? Por que temos anúncios na televisão e quanto somos influenciados pelo que vemos? As respostas para todas estas perguntas e a possibilidade de explorar o excitante mundo da televisão podem ser encontrados na galeria interativa “TV Experience”.

- TV Heaven – A primeira do tipo na Grã Bretanha, TV Heaven é uma instalação única de visualização, onde você pode acessar um arquivo de mais de 1000 programas dos últimos 60 anos da história da televisão britânica.

- Magic Factory – A “Fábrica Mágica” utiliza exposições interativas para demonstrar os principios científicos de luz e cor, e ajuda a descobrir toda a ciência por trás da fotografia, cinema e televisão. Há mais de 30 atividades com notas explicativas, caso se deseje explorar esses tópicos.

- Animation – Esta galeria explora a história da animação e imagens animadas, com enfase nas produções britânicas.

- Games Lounge – Jogue o seu caminho através de jogos clássicos em seus formatos originais de arcade ou console, aprenda sobre a história dos videogames, e descobrir a história por trás de um fenômeno global.

O Museu contém:
- Pictureville Cinema, contendo 306 lugares.
- The Cubby Broccoli Cinema (em memória a Cubby Broccoli, produtor dos filmes de James Bond), com 108 lugares.
- Cinema IMAX.

O Museu abriga ainda cursos ministrados com a Universidade de Bradford.

### Pictureville Cinema

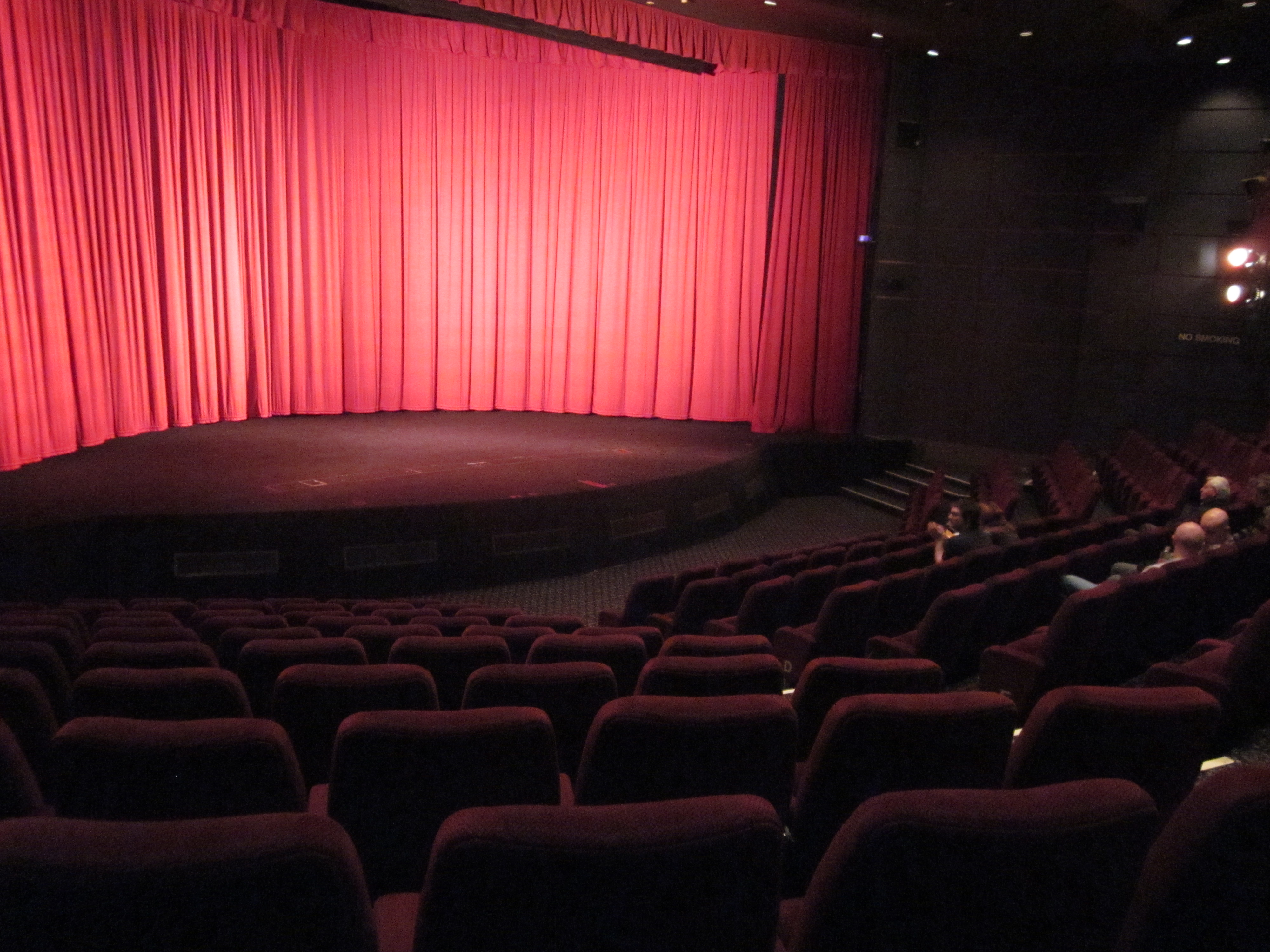
O interior da Pictureville, pronta para exibir um filme em cinerama na tela curva

Pictureville Cinema é um auditório de cinema localizado dentro do National Media Museum. Trata-se de um dos mais bem equipados cinemas do mundo, preparado para exibições em 35 mm, 70 mm, 4K e Cinerama. Em questão de som, possui Dolby Digital EX, DTS e 8 canais SDDS.  Ele tem o único sistema de projeção Cinerama em uso regular na Europa.
Foi inaugurado em 8 de abril de 1992, com uma exibição beneficente do filme Hook. Em 2008, apresentou a única exibição pública registrada do filme de Danny Boyle Alien Love Triangle.

## Coleção
A coleção do Museu possui cerca de 3,5 milhões de itens de valor histórico, social e cultural, incluindo o primeiro negativo fotográfico, as primeiras imagens de televisão, as primeiras imagens em movimento do mundo feitas por Louis Le Prince em 1888 nos filmes Roundhay Garden Scene and Leeds Bridge).  Contém ainda brinquedos originais da série da BBC Playschool – o primeiro programa do canal BBC2. Os itens estão acessíveis ao público atráves do seu centro de estudos. A coleção da Royal Photographic Society foi transferido para o Museu, em nome da nação em 2003.
O museu incorporou a primeira sala de cinema IMAX permanente do Reino Unido (com a segunda tela aberta no país 15 anos depois). Inaugurada em 1983 como parte do Festival de Cinema de Bradford com o projetor visível a partir de uma cabine escura do 4 º andar, esta tela traz apresentações em IMAX 7 dias por semana, incluindo filmes como Apollo 13, O Rei Leão, Harry Potter e o Cálice de fogo e Batman Begins. Em 1999, a IMAX aperfeiçoou o sistema e iniciou lançamentos em 3D. Em Junho de 2010 foi anunciado que a Ray and Diana Harryhausen Foundation havia concordado em depositar a coleção completa de mais de 20000 peças do animador Ray Harryhausen, mestre da animação em stop motion no National Media Museum.

## Festivais de cinema
O Museu organiza e abriga três importantes eventos de cinema a cada ano
Bradford International Film Festival, Bradford Animation Festival, e Fantastic Films Weekend, que atraem palestrantes internacionais e obras novas e clássicas de todo o mundo .

### Bradford International Film Festival
Desde sua criação em 1995, apresenta filmes novos e clássicos de todo o mundo. Inclui o Shine Awards - destacando o trabalho de novos diretores europeus, e a Widescreen Weekend, que mostra formatos de filme incluindo Cinerama e IMAX .

### Bradford Animation Film Festival
Este festival de animações e games é palco de discussões, workshops e eventos especiais.
Convidados anteriores incluem representantes de estúdios como Pixar, Aardman, Weta Workshop e Sony Interactive, mais animadores como Ray Harryhausen, Richard Williams, Bob Godfrey, Caroline Leaf, Michael Dudok de Wit e Bill Plympton.

### Fantastic Films Weekend
O festival começou em 2002 como um evento de fim de semana com foco em histórias de fantasmas clássicas e do sobrenatural. Desenvolveu-se em uma celebração anual de horror, fantasia e cinema e televisão de ficção científica. Em fevereiro de 2013, foi anunciado que o Fantastic Films Weekend não iria continuar. 